# Impact Wrestling Lockdown
Lockdown is een professioneel worstelevenement dat georganiseerd wordt door de Amerikaanse worstelorganisatie Impact Wrestling (voorheen bekend als TNA Wrestling). Het is een van Impacts belangrijkste evenementen naast Slammiversary en Bound for Glory. Het eerste evenement was in 2005. Lockdown is vooral bekend van de matches die plaatsvinden in een Steel Cage. Andere kenmerkende matches zijn Lethal Lockdown, Xscape en voor de vrouwelijke worstelaars Queen of the Cage match.
De eerste 2 evenementen van Lockdown, 2005 en 2006, waren de enige evenementen die gehouden werden in de Impact Zone. De eerste 10 evenementen, 2007 editie tot en met de 2014 editie, waren pay-per-views. De laatste 2, 2015 en 2016 editie, waren speciale afleveringen van de wekelijkse televisieserie, Impact!. Op 15 januari 2020 kondigde Impact aan dat Lockdown terug komt als een Impact Plus evenement dat gehouden wordt op 28 maart 2020.

## Chronologie
| Evenement     | Datum           | Stad                       | Locatie                        | Main Event |
| ------------- | --------------- | -------------------------- | ------------------------------ | --- |
| Lockdown 2005 | 24 april 2005   | Orlando, Florida           | Impact Zone                    | A.J. Styles vs. Abyss in een Six Sides of Steel Cage match om de eerst volgende tegenstander te worden voor het NWA World Heavyweight Championship.                                                                      |
| Lockdown 2006 | 23 april 2006   | Orlando, Florida           | Impact Zone                    | Sting's Warriors (Sting, A.J. Styles, Rhino en Ron Killings) vs. Jarrett's Army (Jeff Jarrett, Chris Harris, James Storm en Scott Steiner) in een vier-tegen-vier Lethal Lockdown match.                                 |
| Lockdown 2007 | 15 april 2007   | St. Charles, Missouri      | Family Arena                   | Team Angle (Kurt Angle, Jeff Jarrett, Rhino, Samoa Joe en Sting) vs. Team Cage (Christian Cage, Abyss, A.J. Styles, Scott Steiner en Tomko) in een vijf-tegen-vijf Lethal Lockdown match met Harley Race als gatekeeper. |
| Lockdown 2008 | 13 april 2008   | Lowell, Massachusetts      | Tsongas Arena                  | Kurt Angle (c) vs. Samoa Joe in een Six Sides of Steel Cage match voor het TNA World Heavyweight Championship. |
| Lockdown 2009 | 19 april 2009   | Philadelphia, Pennsylvania | Liacouras Center               | Sting (c) vs. Mick Foley in een Six Sides of Steel Cage match voor het TNA World Heavyweight Championship. |
| Lockdown 2010 | 18 april 2010   | St. Charles, Missouri      | Family Arena                   | Team Hogan (Hulk Hogan, Abyss, Rob Van Dam, Jeff Jarrett en Jeff Hardy) vs. Team Flair (Ric Flair, Sting, James Storm, Robert Roode, en Desmond Wolfe) in een vijf-tegen-vijf Lethal Lockdown match.                     |
| Lockdown 2011 | 17 april 2011   | Cincinnati, Ohio           | U.S. Bank Arena                | Fortune (Christopher Daniels, Kazarian, Robert Roode en James Storm) vs. Immortal (Ric Flair, Abyss, Bully Ray en Matt Hardy) in een vier-tegen-vier Lethal Lockdown match.                                              |
| Lockdown 2012 | 15 april 2012   | Nashville, Tennessee       | Nashville Municipal Auditorium | Bobby Roode (c) vs. James Storm in een Steel Cage match voor het TNA World Heavyweight Championship. |
| Lockdown 2013 | 10 maart 2013   | San Antonio, Texas         | Alamodome                      | Jeff Hardy (c) vs. Bully Ray in een Steel Cage match voor het TNA World Heavyweight Championship. |
| Lockdown 2014 | 9 maart 2014    | Coral Gables, Florida      | BankUnited Center              | Magnus (c) vs. Samoa Joe in een Steel Cage match voor het TNA World Heavyweight Championship. |
| Lockdown 2015 | 6 februari 2015 | New York                   | Manhattan Center               | Team Angle (Kurt Angle (captain), Austin Aries, Gunner en Lashley) vs. The Beat Down Clan (MVP (captain), Kenny King, Samoa Joe en Low Ki) in een 8-man Lethal Lockdown match.                                           |
| Lockdown 2016 | 30 januari 2016 | Londen, Engeland           | Wembley Arena                  | Matt Hardy (c) vs. Ethan Carter III in een Six Sides of Steel Cage match voor het TNA World Heavyweight Championship. |
| Lockdown 2020 | 28 maart 2020   | Windsor, Ontario, Canada   | St. Clair College              | N.T.B. Door het coronaviruspandemie is het evenement verplaatst. Datum is nog onbekend. |

## Kenmerkende matches

### Lethal Lockdown

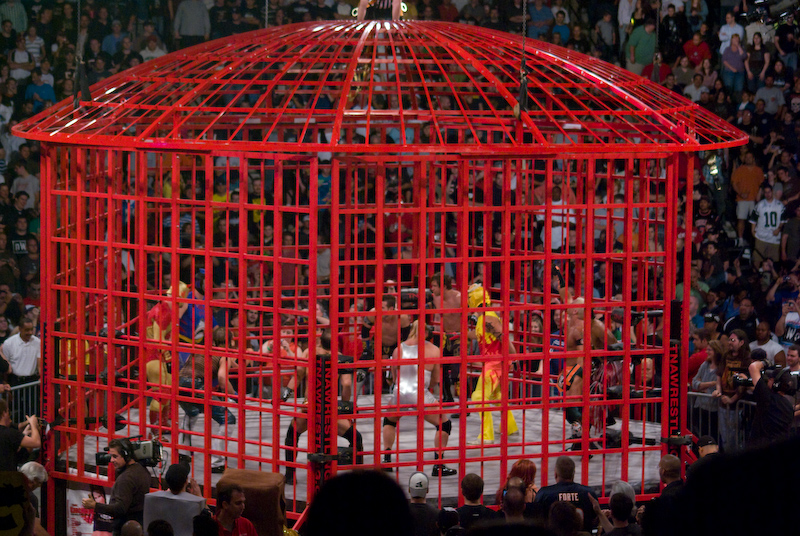
De TNA Asylum

De allereerste wedstrijd die aangekondigd werd voor een Lockdown pay-per-view was de Lethal Lockdown match. Het is vergelijkbaar met een Steel Cage match. Een Steel Cage wordt ook gebruikt in een Lethal Lockdown. De match biedt een competitie waarin tegenstanders van elk team afwisselend deelnemen. Een overwinning kan alleen worden behaald als iedereen in de kooi is. De wedstrijd is in de loop der jaren geëvolueerd, van een drie-tegen-drie-wedstrijd (2005) naar een vier-tegen-vier (2006, 2009, 2010, 2011 en 2014) tot een vijf-tegen-vijf (2007, 2008, 2012, 2013). Sinds 2006 omvat de match ook een dak naar de kooi, waardoor het de enige match in TNA is met zo een functie, totdat TNA The Asylum introduceerde. Vaak zijn er wapens (kendo-stick, stalen stoelen, stalen prullenbakken etc.) aan het dak van de steel cage gehangen.

### Xscape
De tweede jaarlijkse match op een Lockdown PPV was de Xscape match. De match bestond uit meerdere fases en worstelaars. De regels houden in dat worstelaars elkaar elimineren door een pinfall of submission. Zodra er nog twee worstelaars over zijn gebleven, proberen de twee overgebleven worstelaars uit de kooi te klimmen of door de deur heen te ontsnappen.

### Queen of the Cage
De Queen of the Cage match was in 2008 geïntroduceerd en is gehouden in 2 Lockdown PPV's. De wedstrijd was bedoeld voor Knockouts. Toen de wedstrijd debuteerde was het vergelijkbaar met een reverse battle royal met 8 worstelaars. De eerste twee worstelaars die de kooi binnengingen, streden vervolgens in een een-op-een wedstrijd die werd gewonnen via pin-fall of submission. De winnaar bekwam de eerst volgende tegenstander voor het TNA Women's Knockout Championship. In 2009 was het een Thriple Threat match. Sindsdien werd de wedstrijd niet meer gebruikt in pay-per-views.